# Die Protokolle des Herrn M.
Die Protokolle des Herrn M. ist eine 13-teilige Kriminalserie des ZDF, die zwischen Januar und April 1979 erstmals ausgestrahlt wurde. Die 25-minütigen Folgen liefen jeweils montags im Vorabendprogramm. Die Produktion lag in den Händen der F.W.F. Film Berlin/Bonn.

## Inhalt
Walter Mannhardt arbeitet bei der Bahnpolizei im Range eines Inspektors. In seinen Zuständigkeitsbereich fallen Kriminalfälle, die sich in Zügen, die in München ankommen, oder rund um den Münchner Hauptbahnhof ereignen. Dabei profitiert er auch von der engen Zusammenarbeit mit Kriminalrat Textor, mit dem er privat befreundet ist, da beide Nachbarn sind. Kompetenzüberschreitungen seitens Mannhardts führen regelmäßig zu Auseinandersetzungen mit seinem Vorgesetzten Sepp Lohmeyer. Doch die stets erfolgreich abgeschlossenen Ermittlungen geben dem Inspektor jedes Mal wieder recht.
Am Schluss einer jeden Folge sieht man Mannhardt das jeweilige Ermittlungsprotokoll in die Schreibmaschine tippen.

## Sonstiges
Die Deutsche Bundesbahn unterstützte die Dreharbeiten bei technischen Fragen. Im Jahr 2023 erschien die Serie auf DVD.

## Episodenliste
| Folge | Erstausstrahlung | Titel                        | Gastdarsteller (Auswahl)                                                     |
| 1     | 8. Januar 1979   | Der Fall Mannhardt           | Brigitte Skay                                                                |
| 2     | 15. Januar 1979  | Routinefall Stefan Grossky   | Kai Fischer, Robert Naegele, Liselotte Quilling                              |
| 3     | 22. Januar 1979  | Gefährliches Hobby           | Alexander Allerson, Willy Harlander, Ulrich Beiger, Michaela May             |
| 4     | 29. Januar 1979  | Ein Toter fährt nach München | Gitty Djamal, Elma Karlowa, Carlamaria Heim, Josef Moosholzer                |
| 5     | 5. Februar 1979  | Fahrkarte nach Neapel        | Ekkehardt Belle, Sabina Trooger, Erich Fritze, Gustl Datz                    |
| 6     | 12. Februar 1979 | Mann ohne Namen              | Lilith Ungerer, Robert Tessen, Helmut Alimonta                               |
| 7     | 19. Februar 1979 | Eine Frau kommt nicht an     | Johanna Liebeneiner, Kyra Mladeck, Nino Korda                                |
| 8     | 26. Februar 1979 | Auf frischer Spur            | Elke Aberle, Sascha Hehn, Astrid Boner, Towje Kleiner, Georg Einerdinger     |
| 9     | 5. März 1979     | Mit gezinkten Karten         | Ivan Desny, Henning Schlüter, Max Grießer, Hans Elwenspoek, Horst A. Reichel |
| 10    | 12. März 1979    | Schlesier-Grete              | Brigitte Mira, Margot Mahler, Rolf Zacher, Bruno W. Pantel, Roland Astor     |
| 11    | 19. März 1979    | Keine Antwort aus Zürich     | Konrad Georg, Herbert Tiede, Heinz Weiss                                     |
| 12    | 26. März 1979    | Das rote Signal              | Jutta Speidel, Werner Pochath, Rainer Basedow                                |
| 13    | 2. April 1979    | Der letzte Schuß             | Marie Versini, Herbert Stass, Horst Naumann, Werner Abrolat                  |